# ジョヴァンニ・ディ・パオロ

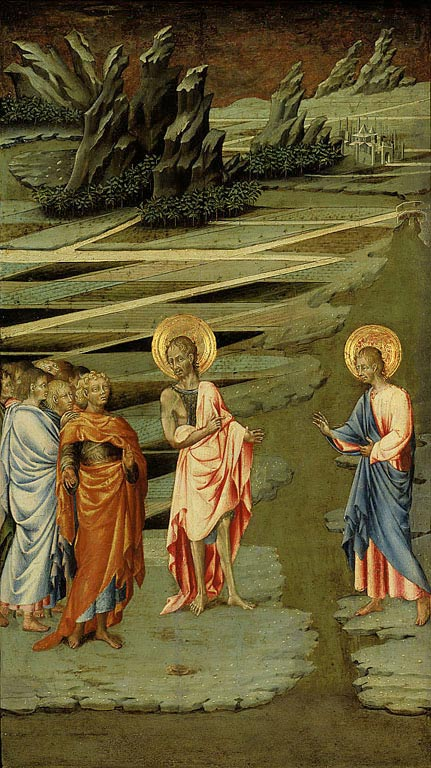
ジョヴァンニ・ディ・パオロ『見よ神の小羊』（1455/1460年）シカゴ美術館

ジョヴァンニ・ディ・パオロ・ディ・グラツィア（Giovanni di Paolo di Grazia, 1399年 or 1403年 - 1482年）は、イタリアのシエナ派の画家。タッデーオ・ディ・バルトーロの徒弟をしていたようで、その後、たくさんの絵画、写本（ダンテを含む）の挿絵を描いた。

## 概要
パオロは15世紀のシエナ派の中で最も重要な人物のひとりである。最初は、初期シエナ派の画家たちの影響を受けていたが、やがて、冷え冷えして、しかもどぎつい色彩と縦長の造型が特徴の個性的な様式に変わった。その様式は、ジェンティーレ・ダ・ファブリアーノといった国際ゴシックの画家たちからの影響である。彼の作品の多くは、たとえば、1455年頃に描かれたシュールレアリスティックな『トレンティーノの聖ニコラス』（フィラデルフィア美術館所蔵）に明らかなように、風変わりな夢のような雰囲気を持っている。また彼の後期の作品、とくに『最後の審判、天国と地獄』（1465年頃）と『聖母被昇天』（1475年）（ともにシエナ絵画館所蔵）は、高尚なテーマをグロテスクに処理している。パオロの評価は死後衰退したが、20世紀になって再評価された。

## 代表作
- 1426年　天使と聖母子
- 1427年　玉座の聖母とキリスト（ベオグラード、セルビア国立美術館）
- 1435年　謙遜の聖母（シエナ絵画館）
- 1440年代　洗礼をする聖アンサヌス（エステルゴム、キリスト教博物館）
- 1440年　大天使聖ミカエル（バチカン美術館バチカン絵画館）
- 1445年　天地創造と楽園追放（ニューヨーク、メトロポリタン美術館）
- 1445年　楽園（ニューヨーク、メトロポリタン美術館）
- 1445年　ハンガリーの聖クレアとエリザベス（私蔵）
- 1445年　聖母子と聖人たち （フィレンツェ、ウフィツィ美術館）
- 1450年　雌に育てられた聖ステパノ（シエナ、サント・ステーファノ・アッラ・リッツァ教会）
- 1454年　荒野に赴く洗礼者聖ヨハネ（ナショナル・ギャラリー (ロンドン)）
- 1455年　船を救うトレンティーノの聖ニコラス（フィラデルフィア美術館）
- 1455年　聖母の戴冠（ニューヨーク、メトロポリタン美術館）
- 1460年代　キリスト降誕（エステルゴム、キリスト教博物館）
- 1460年　アヴィニョンで教皇を前にした聖カタリーナ　マドリッド、ティッセン・ボルネミッサ美術館
- 1462年　東方三博士の礼拝（ニューヨーク、メトロポリタン美術館）
- 1465年　最後の審判、天国と地獄（シエナ絵画館）
- 1475年　キリストと魂を取り交わすシエナの聖カタリーナ（私蔵）
- 1475年　聖母被昇天（シエナ絵画館）